# 가슴 아프게
"가슴 아프게"는 1967년 공개된 대한민국의 영화이다.

## 배역
- 남진
- 남정임
- 이빈화
- 주증녀
- 전양자
- 어윤길